# Borga församling
Borga församling var en församling  i Skara stift i nuvarande Vara kommun. Församlingen uppgick efter 1552 i Larvs och Edsvära församlingar.
Resterna av kyrkan återfinns som Borga kyrkplats.

## Administrativ historik
Församlingen har medeltida ursprung och uppgick efter 1552 i Larvs och Edsvära församlingar.
Församlingen ingick i pastorat med Norra Vånga församling.